# 三五繭夢
三五繭夢（さんごまゆむ）はカメラマン。

## 略歴
東京都生まれ、京都市在住。

## 著作
自作に『廃墟ノスタルジア』『廃墟サンクチュアリ』（共に二見書房）、共著に『廃墟の歩き方』（イーストプレス）『ニッポンの廃墟』（インデビィジョン）がある。
その他花村萬月『なで肩の狐』（新潮文庫）の表紙提供、中村うさぎ、森奈津子、岩井志麻子『最後のY談』（二見書房）帯、中グラビア撮影、栗原亨『樹海の歩き方』表紙、巻頭グラビア撮影、『ナムコ全国フードテーマパーク』（ブッキング）撮影、その他、雑誌、DVD・CDジャケット撮影など幅広い活動を展開する。